# Gases medicinales

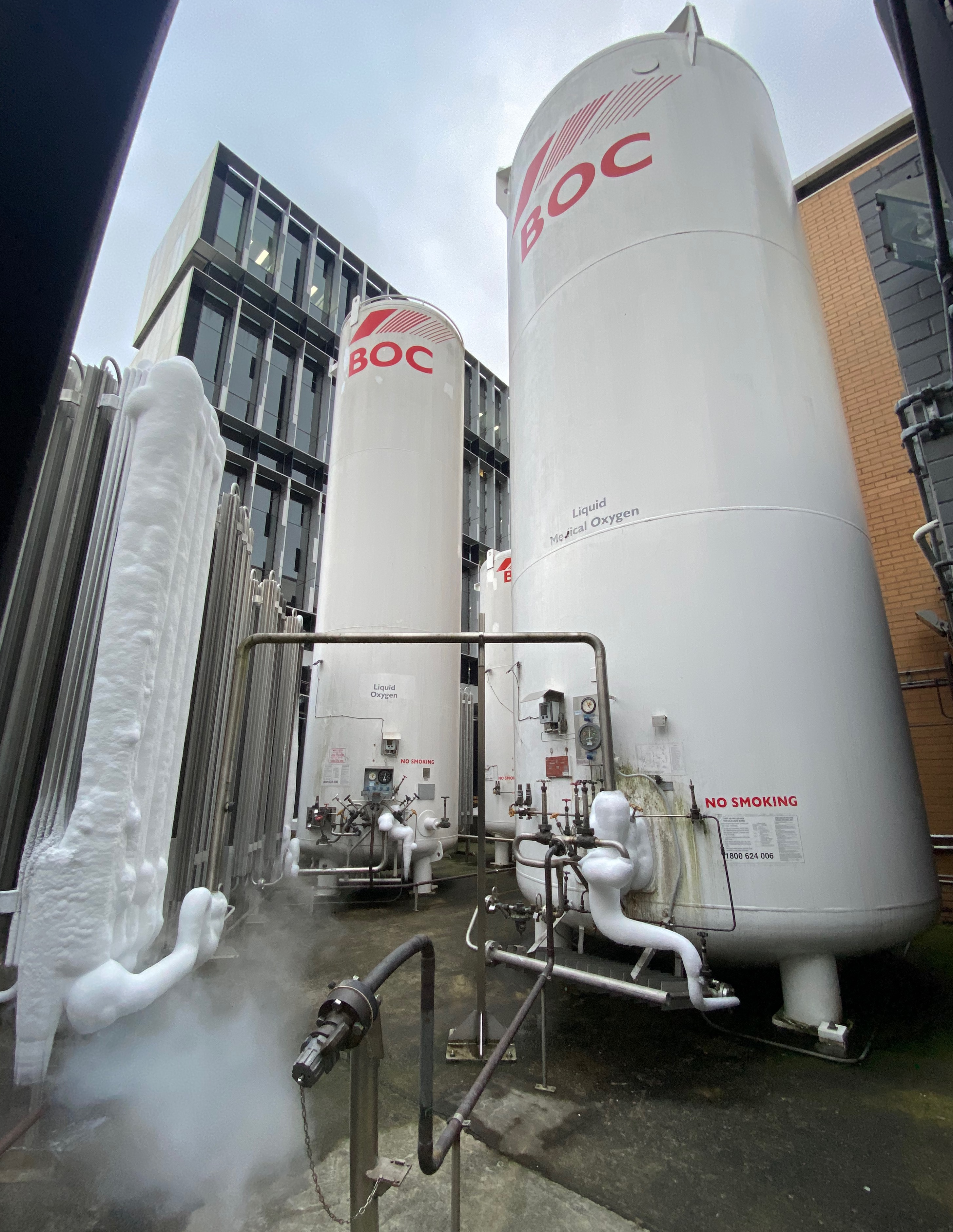
Tanques de oxígeno de una instalación hospitalaria

Los gases medicinales son aquellos gases que por sus características específicas son utilizados para consumo humano y aplicaciones medicinales en instituciones de salud y en forma particular.

## Gases de mayor uso médico
- Oxígeno (O2).
- Óxido nitroso (N2O).
- Aire medicinal (O2-N2 y otros componentes minoritarios).
- Vacío (El proceso de vacío será considerado como gas medicinal).
- Otros gases: Helio (He), Dióxido de carbono (CO2) y Nitrógeno (N2).

## Oxígeno medicinal
Para uso medicinal el oxígeno se produce por el método de destilación fraccionada, que consiste básicamente en el enfriamiento del aire previamente filtrado y purificado. Por métodos de compresión-descompresión se logra el enfriado del aire hasta una temperatura aproximada a los -183 [°C]. Luego con el aire ya licuado se realiza una destilación donde cada uno de sus componentes puede ser separado.
El oxígeno es el gas más utilizado y de mayor relevancia para todos los hospitales del mundo. Fue presentado por 1777 y se ha demostrado su importancia para las prácticas médicas modernas en el año 1780. En la actualidad el oxígeno ya es considerado como un medicamento.
Los campos de aplicación más usuales son:
- Terapia respiratoria.
- Reanimación (resucitación).
- Unidad de cuidados intensivos.
- Anestesia.
- Creación de atmósferas artificiales.
- Tratamiento de quemaduras.
- Terapia hiperbárica.
- Tratamiento de hipoxias.

## Aire medicinal
El aire medicinal se obtiene mediante la compresión de aire atmosférico purificado y filtrado o de la mezcla de oxígeno y nitrógeno en proporciones 21% y 79% respectivamente.
Las condiciones fundamentales que debe cumplir el aire medicinal son:
- Libre de partículas.
- Bacteriológicamente apto.
- Libre de aceites.
- Libre de agua.

Las aplicaciones se pueden clasificar en:
Tratamiento
- Asistencia respiratoria.
- Incubadoras.
- Oxigenoterapia.

Diagnóstico
- Análisis biológicos.
- Cromatografía con detector de ionización de llama.
- Fotometría de llama.

El aire medicinal es de fundamental aplicación en las unidades de cuidados intensivos, sobre todo en la forma de fuente de poder movilizar respiraciones impulsadas por aire comprimido, o como diluyente de O2 administrado, dado que el O2 en concentraciones de 100% es tóxico para el organismo.
También se utiliza en equipos de anestesia como elemento de transporte para atomizar agua, administrándose a las vías respiratorias y como agente propulsor de equipos de cirugía.

## Óxido nitroso
El óxido nitroso se obtiene por medio de la descomposición térmica del nitrato de amonio, el cual es sometido a temperaturas que oscilan entre los 245 °C y 260 °C; luego mediante filtrados sucesivos son eliminadas las impurezas.
El óxido nitroso (mezclado con Oxígeno 21% en volumen) es ampliamente utilizado como analgésico inhalable en todas las ramas de la medicina y odontología. Identificado por Joseph Priestley (1733–1804), y utilizado por primera vez en 1844 en odontología.
Las propiedades fundamentales desde el punto de vista fisiológico son:
- Escasa toxicidad y bajas alteraciones fisiológicas referidas a frecuencia cardíaca y presión sanguínea y a frecuencia respiratoria.
- Excelente farmacocinética, es decir que posee alta velocidad de ingreso y egreso del organismo, lo que posibilita una reintegración del paciente a sus actividades normales.
- En concentraciones de 20-40% produce un efecto sedante y marcado efecto analgésico.

## Vacío medicinal
El vacío es simplemente una depresión del aire atmosférico. Actualmente como forma parte de las instalaciones centralizadas de gases medicinales es considerado como tal. La presión puede variar a lo largo de la instalación, pero generalmente se encuentra en torno a unos -75 kPa (-450 mmHg).
El vacío se utiliza en:
- Limpieza de vías respiratorias.
- Drenajes generales de sangre y secreciones.
- Limpieza de heridas en cirugía.
- Limpieza del campo de trabajo en quirófano.

## Almacenamiento
Los gases medicinales son almacenados y se suministran como gases comprimidos y también como líquidos criogénicos (tal es el caso del Oxígeno líquido).
Los cilindros (tubos) de acero, aleaciones de acero-carbono y aluminio, son empleados regularmente para almacenamiento en estado gaseoso; para los estados líquidos se utilizan termos criogénicos y, en los casos de elevados consumos, los tanques criogénicos fijos son empleados para el almacenamiento.

## Sistema de suministro de Oxígeno Medicinal
La siguiente figura muestra los bloques fundamentales de un sistema de suministro de oxígeno medicinal.
Puede apreciarse claramente un tanque criogénico con oxígeno líquido, al que le sigue un evaporador, la misión de este evaporador es obtener oxígeno en estado gaseoso para abastecer todas las áreas hospitalarias, una batería de reserva de oxígeno a la que sigue un sistema de manifolds (sistema de regulación de presión) automático. Ambos suministros se unen y desembocan en un bloque de control y regulación cuya salida ya brinda oxígeno medicinal a las áreas hospitalarias que lo demanden.